# Contrac
Contrac - marka autobusów lotniskowych produkowanych od 1978 roku przez firmę Contrac Cobus Industries GmbH.

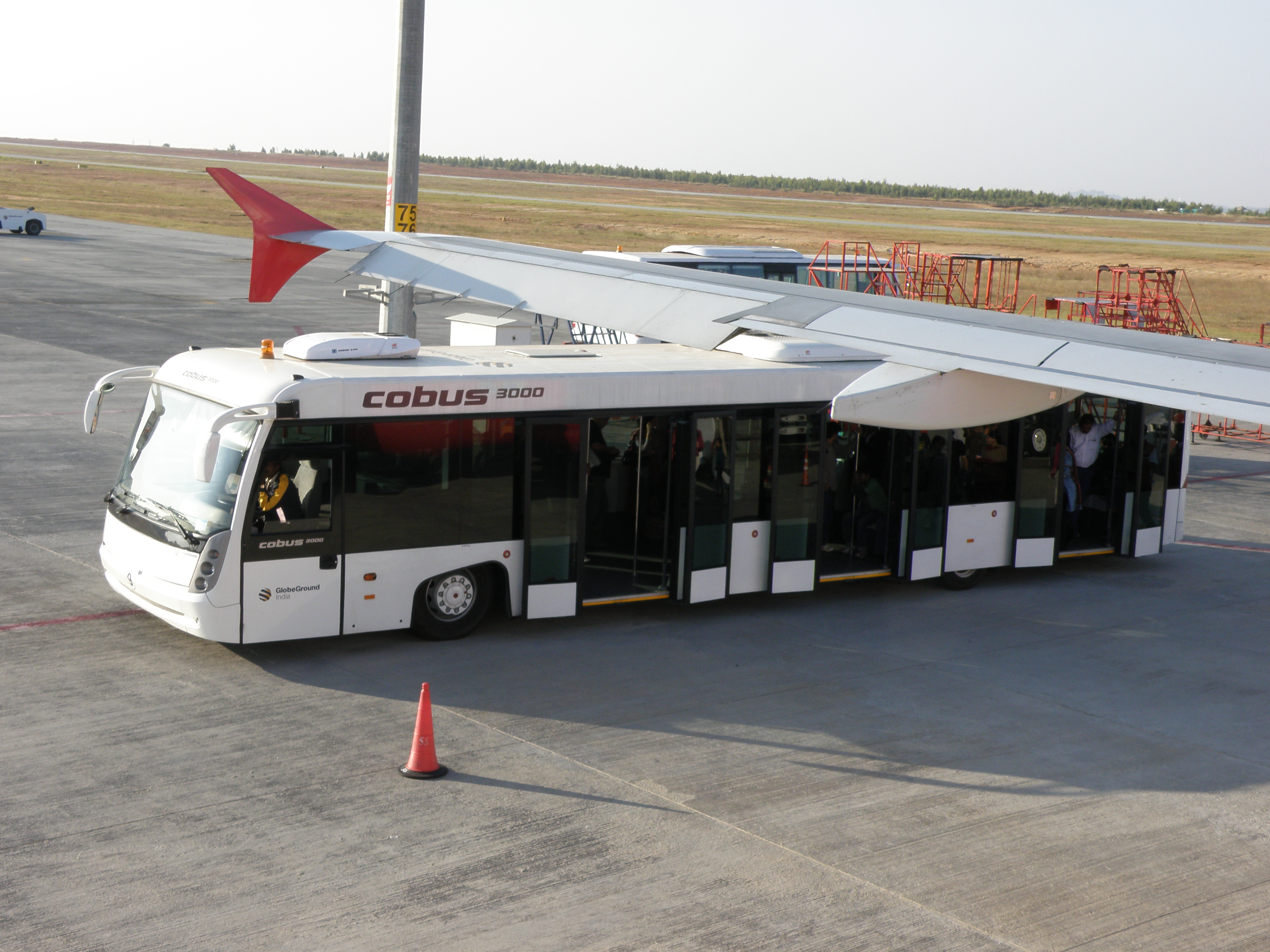
Contrac Cobus 3000 na lotnisku w Bengaluru

Obecnie firma produkuje model Contrac Cobus 3000. Oprócz wersji podstawowej powstają odmiany o podwyższonym standardzie i z napędem CNG. Wcześniej produkowano również takie modele jak:
- Contrac Cobus 3000
- Contrac Cobus 2400
- Contrac Cobus 2700